# Glaresis beckeri
Glaresis beckeri is een keversoort uit de familie Glaresidae. De wetenschappelijke naam van de soort is voor het eerst geldig gepubliceerd in 1870 door Solsky.